# Abu Hanifa
Abu Hanifa (arab. أبو حنيفة; ur. 699 w Kufie, zm. 767 w Bagdadzie) – muzułmański teolog i prawnik, eponimiczny twórca hanafickiej szkoły prawa, często nazywany „Wielkim Imamem”.
Najprawdopodobniej jego rodzina wywodziła się z Iranu. W zasadzie przez całe życie mieszkający w Kufie Abu Hanifa był bogatym kupcem handlującym brokatem, który wolny czas poświęcił nauce prawa i teologii. Uważa się go za jednego z najważniejszych przedstawicieli wczesnego kalamu, lub wręcz za jego twórcę. W teologii wiąże się go z murdżyizmem, chociaż on sam otwarcie zaprzeczał swojej afiliacji do tego kierunku. Niemniej wyznawał typowo murdżyicką ideę zgodnie z którą grzesznik nie przestaje być wierzącym muzułmaninem. Poza tym podobnie jak murdżyici zaciekle zwalczał idee charydżyckie oraz mimo typowych dla mieszkańca Kufy sympatii proalidzkich odmawiał potępienia zarówno Abu Bakra, Umara, jak i nawet Usmana. M.in ze względu na ten ostatni fakt wiąże się go w pewnej mierze z powstałym za jego czasów zajdyzmem. W rzeczy samej Zajd Ibn Ali był jednym z nauczycieli Abu Hanify i ten ostatni poparł materialnie jego rewoltę w 738 roku.
Abu Hanifa był pierwszym uczonym muzułmańskim, który pozostawił pełną wykładnię prawa, tworzącą najbardziej rozpowszechniony i oryginalny system prawny islamu. W swoim nauczaniu prawa Abu Hanifa kładł szczególny nacisk na racjonalne rozważania. Stąd m.in. szeroka akceptacja takich źródeł szariatu jak kijas, to jest wnioskowania przez analogię, oraz raju, indywidualnej opinii uczonego. Podobnie jak w przypadku innych fakihów Abu Hanifa także uznawał Koran i hadisy za źródła prawa, potrafił jednak odrzucić tradycję, którą, mimo że nie zaprzeczał jej autentyczności, uznawał za odosobnioną, nie poddającą się racjonalnej generalizacji, stąd nie znajdującą zastosowania poza jednostkowym przypadkiem z przeszłości. Stąd m.in. wielu zarówno współczesnych, jak i późniejszych teologów i prawników muzułmańskich oskarżało Abu Hanifę o lekceważenie tradycji i zbytnie poleganie na indywidualnej opinii.
W roku 746, podczas buntu Abbasydów, który Abu Hanifa popierał, umajjadzki gubernator Kufy wyznaczył go na urząd kadiego, zaś po jego odmowie przyjęcia stanowiska uwięził go i torturował. Mimo to jak inni szyici po zwycięstwie Abbasydów Abu Hanifa rozczarował się do nich i w roku 762 materialnie poparł bunt Alidów, Muhammada Ibn Abd Allaha i jego brata Ibrahima. W jakiś czas po stłumieniu buntu kalif Al-Mansur znowu zaproponował Abu Hanifie stanowisko kadiego, a ten ponownie odmówił, w związku z czym został uwięziony w Bagdadzie, gdzie zmarł w więzieniu w roku 767.